# All the Way... A Decade of Song
All the Way... A Decade of Song —en español, «Todo el camino ... Una década de canciones»—. es el primer álbum de grandes éxitos de la cantante canadiense Celine Dion. Forma parte de la lista de los 100 discos que debes tener antes del fin del mundo, publicada en 2012 por Sony Music.

## Información del álbum
Fue publicado el 12 de noviembre de 1999 bajo el sello discográfico de Sony Music Internacional, Epic y Columbia Records. El álbum recibió buenas críticas y se convirtió en un éxito comercial en todo el mundo y alcanzó el número uno en cada mercado importante de la música . All the Way... A Decade of Song ha vendido 8.000.000 copias en los Estados Unidos, 5 millones de copias en Europa, 2 millones de copias en Japón y un millón en Canadá. Durante los primeros dos años de su lanzamiento, el álbum había vendido más de 17 millones de copias en todo el mundo. A pesar de ser un álbum recopilatorio, se incluyeron siete canciones inéditas. Se publicaron ocho versiones para distintas regiones.

## Lista de canciones

### Edición de Estados Unidos
| Edición de Estados Unidods |                                              |                                                                   |                                      |          |  |
| N.º                        | Título                                       | Escritor(es)                                                      | Productor(es)                        | Duración |  |
| 1.                         | «The Power of Love» (Radio Edit)             | Candy DeRouge, Gunther Mende, Mary Susan Applegate, Jennifer Rush | David Foster                         | 4:48     |  |
| 2.                         | «If You Asked Me To»                         | Diane Warren                                                      | Guy Roche                            | 3:55     |  |
| 3.                         | «Beauty and the Beast» (con Peabo Bryson)    | Alan Menken, Howard Ashman                                        | Walter Afanasieff                    | 4:04     |  |
| 4.                         | «Because You Loved Me»                       | Warren                                                            | Foster                               | 4:35     |  |
| 5.                         | «It's All Coming Back to Me No» (Radio Edit) | Jim Steinman                                                      | Steinman, Steven Rinkoff, Roy Bittan | 5:32     |  |
| 6.                         | «Love Can Move Mountains» (Radio Edit)       | Warren                                                            | Ric Wake                             | 4:01     |  |
| 7.                         | «To Love You More» (Radio Edit)              | Foster, Junior Miles                                              | Foster                               | 4:41     |  |
| 8.                         | «My Heart Will Go On»                        | James Horner, Will Jennings                                       | Afanasieff, Horner                   | 4:42     |  |
| 9.                         | «I'm Your Angel» (duet with R. Kelly)        | Kelly                                                             | Kelly                                | 5:31     |  |
| 10.                        | «That's the Way It Is»                       | Kristian Lundin, Max Martin, Andreas Carlsson                     | Martin, Lundin                       | 4:03     |  |
| 11.                        | «If Walls Could Talk»                        | Robert John "Mutt" Lange                                          | Lange                                | 5:19     |  |
| 12.                        | «The First Time Ever I Saw Your Face»        | Ewan MacColl                                                      | Foster                               | 4:09     |  |
| 13.                        | «All the Way» (con Frank Sinatra)            | Jimmy Van Heusen, Sammy Cahn                                      | Foster, René Angélil                 | 3:53     |  |
| 14.                        | «Then You Look at Me»                        | Horner, Jennings                                                  | Foster, Horner, Simon Franglen       | 4:11     |  |
| 15.                        | «I Want You to Need Me»                      | Warren                                                            | Matt Serletic                        | 4:36     |  |
| 16.                        | «Live (for the One I Love)»                  | Riccardo Cocciante, Luc Plamondon, Jennings                       | Foster, Humberto Gatica              | 3:58     |  |

### Edición de Asia
| Edición en Asia |                                                 |                                      |                                |          |  |
| N.º             | Título                                          | Escritor(es)                         | Productor(es)                  | Duración |  |
| 1.              | «The Power of Love» (Radio Edit)                | DeRouge, Mende, Applegate, Rush      | Foster                         | 4:48     |  |
| 2.              | «Beauty and the Beast» (Duet with Peabo Bryson) | Menken, Ashman                       | Afanasieff                     | 4:04     |  |
| 3.              | «Because You Loved Me»                          | Warren                               | Foster                         | 4:35     |  |
| 4.              | «It's All Coming Back to Me Now» (Radio Edit)   | Steinman                             | Steinman, Rinkoff, Bittan      | 5:32     |  |
| 5.              | «Immortality» (Featuring the Bee Gees)          | Barry Gibb, Robin Gibb, Maurice Gibb | Afanasieff                     | 4:12     |  |
| 6.              | «To Love You More» (Radio Edit)                 | Foster, Junior Miles                 | Foster                         | 4:41     |  |
| 7.              | «My Heart Will Go On»                           | Horner, Jennings                     | Afanasieff, Horner             | 4:42     |  |
| 8.              | «Be the Man»                                    | Foster, Miles                        | Foster                         | 4:39     |  |
| 9.              | «I'm Your Angel» (Duet with R. Kelly)           | Kelly                                | Kelly                          | 5:31     |  |
| 10.             | «That's the Way It Is»                          | Lundin, Martin, Carlsson             | Martin, Lundin                 | 4:03     |  |
| 11.             | «If Walls Could Talk»                           | Lange                                | Lange                          | 5:19     |  |
| 12.             | «The First Time Ever I Saw Your Face»           | MacColl                              | Foster                         | 4:09     |  |
| 13.             | «All the Way» (Duet with Frank Sinatra)         | Heusen, Cahn                         | Foster, Angélil                | 3:53     |  |
| 14.             | «Then You Look at Me»                           | Horner, Jennings                     | Foster, Horner, Franglen       | 4:11     |  |
| 15.             | «I Want You to Need Me»                         | Warren                               | Serletic/Previously unreleased | 4:36     |  |
| 16.             | «Live (for the One I Love)»                     | Cocciante, Plamondon, Jennings       | Foster, Gatica                 | 3:58     |  |

### Edición en Australia
| Edición en Australia |                                                 |                                                     |                             |          |  |
| N.º                  | Título                                          | Escritor(es)                                        | Productor(es)               | Duración |  |
| 1.                   | «The Power of Love» (Radio Edit)                | DeRouge, Mende, Applegate, Rush                     | Foster                      | 4:48     |  |
| 2.                   | «Beauty and the Beast» (Duet with Peabo Bryson) | Menken, Ashman                                      | Afanasieff                  | 4:04     |  |
| 3.                   | «Think Twice»                                   | Andy Hill, Peter Sinfield                           | Christopher Neil, Aldo Nova | 4:48     |  |
| 4.                   | «Because You Loved Me»                          | Warren                                              | Foster                      | 4:35     |  |
| 5.                   | «It's All Coming Back to Me Now» (Radio Edit)   | Steinman                                            | Steinman, Rinkoff, Bittan   | 5:32     |  |
| 6.                   | «Immortality» (Featuring the Bee Gees)          | B. Gibb, R. Gibb, M. Gibb                           | Afanasieff                  | 4:12     |  |
| 7.                   | «To Love You More» (Radio Edit)                 | Foster, Junior Miles                                | Foster                      | 4:41     |  |
| 8.                   | «My Heart Will Go On»                           | Horner, Jennings                                    | Afanasieff, Horner          | 4:42     |  |
| 9.                   | «Falling Into You»                              | Billy Steinberg, Rick Nowels, Marie-Claire D'Ubaldo | Steinberg, Nowels           | 4:18     |  |
| 10.                  | «That's the Way It Is»                          | Lundin, Martin, Carlsson                            | Martin, Lundin              | 4:03     |  |
| 11.                  | «If Walls Could Talk»                           | Lange                                               | Lange                       | 5:19     |  |
| 12.                  | «The First Time Ever I Saw Your Face»           | MacColl                                             | Foster                      | 4:09     |  |
| 13.                  | «All the Way» (Duet with Frank Sinatra)         | Heusen, Cahn                                        | Foster, Angélil             | 3:53     |  |
| 14.                  | «Then You Look at Me»                           | Horner, Jennings                                    | Foster, Horner, Franglen    | 4:11     |  |
| 15.                  | «I Want You to Need Me»                         | Warren                                              | Serletic                    | 4:36     |  |
| 16.                  | «Live (for the One I Love)»                     | Cocciante, Plamondon, Jennings                      | Foster, Gatica              | 3:58     |  |

### Edición en Brasil
| Edición en Brasil |                                                 |                                               |                           |          |  |
| N.º               | Título                                          | Escritor(es)                                  | Productor(es)             | Duración |  |
| 1.                | «The Power of Love» (Radio Edit)                | DeRouge, Mende, Applegate, Rush               | Foster                    | 4:48     |  |
| 2.                | «If You Asked Me To»                            | Warren                                        | Roche                     | 3:55     |  |
| 3.                | «Beauty and the Beast» (Duet with Peabo Bryson) | Menken, Ashman                                | Afanasieff                | 4:04     |  |
| 4.                | «Sola Otra Vez»                                 | Eric Carmen, Serguéi Rajmáninov, Manny Benito | Foster                    | 5:12     |  |
| 5.                | «Because You Loved Me»                          | Warren                                        | Foster                    | 4:35     |  |
| 6.                | «It's All Coming Back to Me Now» (Radio Edit)   | Steinman                                      | Steinman, Rinkoff, Bittan | 5:32     |  |
| 7.                | «To Love You More» (Radio Edit)                 | Foster, Junior Miles                          | Foster                    | 4:41     |  |
| 8.                | «My Heart Will Go On»                           | Horner, Jennings                              | Afanasieff, Horner        | 4:42     |  |
| 9.                | «I'm Your Angel» (Duet with R. Kelly)           | Kelly                                         | Kelly                     | 5:31     |  |
| 10.               | «That's the Way It Is»                          | Lundin, Martin, Carlsson                      | Martin, Lundin            | 4:03     |  |
| 11.               | «If Walls Could Talk»                           | Lange                                         | Lange                     | 5:19     |  |
| 12.               | «The First Time Ever I Saw Your Face»           | MacColl                                       | Foster                    | 4:09     |  |
| 13.               | «All the Way» (Duet with Frank Sinatra)         | Heusen, Cahn                                  | Foster, Angélil           | 3:53     |  |
| 14.               | «Then You Look at Me»                           | Horner, Jennings                              | Foster, Horner, Franglen  | 4:11     |  |
| 15.               | «I Want You to Need Me»                         | Warren                                        | Serletic                  | 4:36     |  |
| 16.               | «Live (for the One I Love)»                     | Cocciante, Plamondon, Jennings                | Foster, Gatica            | 3:58     |  |

### Edición en Europa
| Edición en Europa |                                                 |                                 |                           |          |  |
| N.º               | Título                                          | Escritor(es)                    | Productor(es)             | Duración |  |
| 1.                | «The Power of Love» (Radio Edit)                | DeRouge, Mende, Applegate, Rush | Foster                    | 4:48     |  |
| 2.                | «Beauty and the Beast» (Duet with Peabo Bryson) | Menken, Ashman                  | Afanasieff                | 4:04     |  |
| 3.                | «Think Twice»                                   | Hill, Sinfield                  | Neil, Nova                | 4:48     |  |
| 4.                | «Because You Loved Me»                          | Warren                          | Foster                    | 4:35     |  |
| 5.                | «It's All Coming Back to Me Now» (Radio Edit)   | Steinman                        | Steinman, Rinkoff, Bittan | 5:32     |  |
| 6.                | «Immortality» (Featuring the Bee Gees)          | B. Gibb, R. Gibb, M. Gibb       | Afanasieff                | 4:12     |  |
| 7.                | «To Love You More» (Radio Edit)                 | Foster, Junior Miles            | Foster                    | 4:41     |  |
| 8.                | «My Heart Will Go On»                           | Horner, Jennings                | Afanasieff, Horner        | 4:42     |  |
| 9.                | «I'm Your Angel» (Duet with R. Kelly)           | Kelly                           | Kelly                     | 5:31     |  |
| 10.               | «That's the Way It Is»                          | Lundin, Martin, Carlsson        | Martin, Lundin            | 4:03     |  |
| 11.               | «If Walls Could Talk»                           | Lange                           | Lange                     | 5:19     |  |
| 12.               | «The First Time Ever I Saw Your Face»           | MacColl                         | Foster                    | 4:09     |  |
| 13.               | «All the Way» (Duet with Frank Sinatra)         | Heusen, Cahn                    | Foster, Angélil           | 3:53     |  |
| 14.               | «Then You Look at Me»                           | Horner, Jennings                | Foster, Horner, Franglen  | 4:11     |  |
| 15.               | «I Want You to Need Me»                         | Warren                          | Serletic                  | 4:36     |  |
| 16.               | «Live (for the One I Love)»                     | Cocciante, Plamondon, Jennings  | Foster, Gatica            | 3:58     |  |

### Edición en Francia
| Edición en Francia |                                                 |                                 |                           |          |  |
| N.º                | Título                                          | Escritor(es)                    | Productor(es)             | Duración |  |
| 1.                 | «The Power of Love» (Radio Edit)                | DeRouge, Mende, Applegate, Rush | Foster                    | 4:48     |  |
| 2.                 | «Beauty and the Beast» (Duet with Peabo Bryson) | Menken, Ashman                  | Afanasieff                | 4:04     |  |
| 3.                 | «All by Myself»                                 | Carmen, Rachmaninoff            | Foster                    | 5:11     |  |
| 4.                 | «Because You Loved Me»                          | Warren                          | Foster                    | 4:35     |  |
| 5.                 | «It's All Coming Back to Me Now» (Radio Edit)   | Steinman                        | Steinman, Rinkoff, Bittan | 5:32     |  |
| 6.                 | «Immortality» (Featuring the Bee Gees)          | B. Gibb, R. Gibb, M. Gibb       | Afanasieff                | 4:12     |  |
| 7.                 | «To Love You More» (Radio Edit)                 | Foster, Junior Miles            | Foster                    | 4:41     |  |
| 8.                 | «My Heart Will Go On»                           | Horner, Jennings                | Afanasieff, Horner        | 4:42     |  |
| 9.                 | «I'm Your Angel» (Duet with R. Kelly)           | Kelly                           | Kelly                     | 5:31     |  |
| 10.                | «That's the Way It Is»                          | Lundin, Martin, Carlsson        | Martin, Lundin            | 4:03     |  |
| 11.                | «If Walls Could Talk»                           | Lange                           | Lange                     | 5:19     |  |
| 12.                | «The First Time Ever I Saw Your Face»           | MacColl                         | Foster                    | 4:09     |  |
| 13.                | «All the Way» (Duet with Frank Sinatra)         | Heusen, Cahn                    | Foster, Angélil           | 3:53     |  |
| 14.                | «Then You Look at Me»                           | Horner, Jennings                | Foster, Horner, Franglen  | 4:11     |  |
| 15.                | «I Want You to Need Me»                         | Warren                          | Serletic                  | 4:36     |  |
| 16.                | «Live (for the One I Love)»                     | Cocciante, Plamondon, Jennings  | Foster, Gatica            | 3:58     |  |

### Edición en Japón
| Edición Japonesa |                                                 |                                 |                           |          |  |
| N.º              | Título                                          | Escritor(es)                    | Productor(es)             | Duración |  |
| 1.               | «The Power of Love» (Radio Edit)                | DeRouge, Mende, Applegate, Rush | Foster                    | 4:48     |  |
| 2.               | «Beauty and the Beast» (Duet with Peabo Bryson) | Menken, Ashman                  | Afanasieff                | 4:04     |  |
| 3.               | «Because You Loved Me»                          | Warren                          | Foster                    | 4:35     |  |
| 4.               | «It's All Coming Back to Me Now» (Radio Edit)   | Steinman                        | Steinman, Rinkoff, Bittan | 5:32     |  |
| 5.               | «All by Myself» (Sencillo Version)              | Carmen, Rachmaninoff            | Foster                    | 4:24     |  |
| 6.               | «Immortality» (Featuring the Bee Gees)          | B. Gibb, R. Gibb, M. Gibb       | Afanasieff                | 4:12     |  |
| 7.               | «To Love You More» (Radio Edit)                 | Foster, Junior Miles            | Foster                    | 4:41     |  |
| 8.               | «My Heart Will Go On»                           | Horner, Jennings                | Afanasieff, Horner        | 4:42     |  |
| 9.               | «Be the Man»                                    | Foster, Miles                   | Foster                    | 4:39     |  |
| 10.              | «I'm Your Angel» (Duet with R. Kelly)           | Kelly                           | Kelly                     | 5:31     |  |
| 11.              | «That's the Way It Is»                          | Lundin, Martin, Carlsson        | Martin, Lundin            | 4:03     |  |
| 12.              | «If Walls Could Talk»                           | Lange                           | Lange                     | 5:19     |  |
| 13.              | «The First Time Ever I Saw Your Face»           | MacColl                         | Foster                    | 4:09     |  |
| 14.              | «All the Way» (Duet with Frank Sinatra)         | Heusen, Cahn                    | Foster, Angélil           | 3:53     |  |
| 15.              | «Then You Look at Me»                           | Horner, Jennings                | Foster, Horner, Franglen  | 4:11     |  |
| 16.              | «I Want You to Need Me»                         | Warren                          | Serletic                  | 4:36     |  |
| 17.              | «Live (for the One I Love)»                     | Cocciante, Plamondon, Jennings  | Foster, Gatica            | 3:58     |  |

### Edición en Latinoamérica
| Edición en Latinoamérica |                                                 |                                 |                           |          |  |
| N.º                      | Título                                          | Escritor(es)                    | Productor(es)             | Duración |  |
| 1.                       | «The Power of Love» (Radio Edit)                | DeRouge, Mende, Applegate, Rush | Foster                    | 4:48     |  |
| 2.                       | «Beauty and the Beast» (Duet with Peabo Bryson) | Menken, Ashman                  | Afanasieff                | 4:04     |  |
| 3.                       | «Because You Loved Me»                          | Warren                          | Foster                    | 4:35     |  |
| 4.                       | «It's All Coming Back to Me Now» (Radio Edit)   | Steinman                        | Steinman, Rinkoff, Bittan | 5:32     |  |
| 5.                       | «Sola Otra Vez»                                 | Carmen, Rachmaninoff, Benito    | Foster                    | 5:12     |  |
| 6.                       | «Immortality» (Featuring the Bee Gees)          | B. Gibb, R. Gibb, M. Gibb       | Afanasieff                | 4:12     |  |
| 7.                       | «To Love You More» (Radio Edit)                 | Foster, Junior Miles            | Foster                    | 4:41     |  |
| 8.                       | «My Heart Will Go On»                           | Horner, Jennings                | Afanasieff, Horner        | 4:42     |  |
| 9.                       | «I'm Your Angel» (Duet with R. Kelly)           | Kelly                           | Kelly                     | 5:31     |  |
| 10.                      | «That's the Way It Is»                          | Lundin, Martin, Carlsson        | Martin, Lundin            | 4:03     |  |
| 11.                      | «If Walls Could Talk»                           | Lange                           | Lange                     | 5:19     |  |
| 12.                      | «The First Time Ever I Saw Your Face»           | MacColl                         | Foster                    | 4:09     |  |
| 13.                      | «All the Way» (Duet with Frank Sinatra)         | Heusen, Cahn                    | Foster, Angélil           | 3:53     |  |
| 14.                      | «Then You Look at Me»                           | Horner, Jennings                | Foster, Horner, Franglen  | 4:11     |  |
| 15.                      | «I Want You to Need Me»                         | Warren                          | Serletic                  | 4:36     |  |
| 16.                      | «Live (for the One I Love)»                     | Cocciante, Plamondon, Jennings  | Foster, Gatica            | 3:58     |  |